# World Cup of Poker
Der World Cup of Poker, kurz WCP, war ein mannschaftsbasierendes Pokerturnier, das zwischen 2004 und 2015 elfmal ausgetragen wurde. Es wurde von PokerStars veranstaltet.

## Modus
Das Turnier fand mit Ausnahme des Jahres 2008 von 2004 bis 2015 einmal jährlich statt. Über die Onlinepoker-Plattform PokerStars konnten sich Nationalteams für die Endrunde qualifizieren, die mit anfangs 8 und später 16 Teams live ausgespielt wurde. Das Finale wurde anfangs in Barcelona und später auf Paradise Island auf den Bahamas gespielt. Die Übertragungsrechte des Events lagen in Deutschland bei Sport1.

## Siegerliste
Costa Rica und Deutschland gewannen das Turnier als einzige Nationen doppelt.
- 2004: Costa Rica
- 2005: Costa Rica
- 2006: Polen
- 2007: Vereinigte Staaten
- 2009: Deutschland
- 2010: Taiwan
- 2011: Italien
- 2012: Peru
- 2013: Russland
- 2014: Spanien
- 2015: Deutschland